# Anolis chrysops
Anolis chrysops (золотистий аноліс) — вид ігуаноподібних ящірок родини анолісових (Dactyloidae). Ендемік Гваделупи.

## Поширення і екологія
Золотисті аноліси мешкають на островах Тер-де-Бас і Тер-де-О, що складають групу островів Птіт-Тер загальною площею 1,68 км², розташовану на схід від Гваделупи. Вони живуть в сухих і вологих тропічних лісах.

## Збереження
МСОП класифікує цей вид як вразливий. Anolis christophei загрожує хижацтво з боку інтродукованих щурів та підвищення рівня моря.